# أوكتودرين
أُوكْتُودْرين (بالإنجليزية: Octodrine)‏ (والمعروف كذلك باسم فابورباك (بالإنجليزية: Vaporpac)‏)؛ هو دواءٌ منبهٌ، يعمل غاشًّا في المكملات الرياضية، ويُباع عبر الإنترنت عقارًا مُصَمِّمًا [الإنجليزية].